# Codeine Velvet Club (album)
 (septembre 2017).
Si vous disposez d'ouvrages ou d'articles de référence ou si vous connaissez des sites web de qualité traitant du thème abordé ici, merci de compléter l'article en donnant les références utiles à sa vérifiabilité et en les liant à la section « Notes et références ».
Singles
1. Vanity Kills
Sortie : 23 novembre 2009
2. Hollywood
Sortie : 28 décembre 2009

Codeine Velvet Club est le premier album studio du groupe de rock alternatif britannique éponyme Codeine Velvet Club, sorti le 28 décembre 2009 au Royaume-Uni et le 6 avril 2010 aux États-Unis.

## Présentation

### Contexte et parution
L'album est produit par Jon Lawler et Stuart McCreadie, et mixé par Tony Hoffer (en) (qui a produit Costello Music, le premier album du groupe The Fratellis).
Il est enregistré aux Terminal Music et Playground Studios de Glasgow et aux Angel Studios à Londres.
Il est essentiellement écrit par Jon Lawler, à l’exception de quelque titres coécrit avec Lou Hickey (en) ou Will Foster (en).
Initialement, la sortie de l'album est prévue le 23 novembre 2009 mais elle est repoussée car le groupe n'est pas pleinement satisfait du résultat et souhaite retoucher quelques détails. De plus, Jon déclare, lors d'une interview dans le Vic Galloway (en) show (BBC Radio Scotland), qu'il serait stupide de sortir l'album avant la tournée[réf. nécessaire], sous-entendant que les changements n'auraient pas été fait et que ce n'était qu'un prétexte[Interprétation personnelle ?].
L'album sort, par accident, sur internet le 16 novembre sur les plateformes Amazon, HMV et Play.com, il est, cependant, retiré par la suite[réf. nécessaire].

### Composition
Quand on regarde titre par titre, Jon Lawler nous donne des informations à propos de chaque chanson.
Par exemple I Would Send You Roses a été écrit pour une collaboration avec The Fratellis et Roger Daltrey mais le projet ne se concrétise pas et Jon s'en ressert à cette occasion.
De la même manière, Begging Bowl Blues ne contient aucun couplet chanté par Lou Hickey car la chanson ne convient pas à sa voix.
Enfin, Jon tient à souligner la diversité des instruments utilisés et le fait que cela rend chaque morceau unique pour ses sonorités.

## Liste des titres
| 1.    | Hollywood                                       | Jon Lawler             | 4:01 |
| 2.    | Vanity Kills                                    | Lawler, Lou Hickey     | 3:30 |
| 3.    | Time                                            | Lawler, Hickey         | 3:50 |
| 4.    | The Black Roses                                 | Lawler, Hickey         | 3:26 |
| 5.    | Little Sister                                   | Lawler                 | 2:32 |
| 6.    | Nevada                                          | Lawler, Will Foster    | 3:35 |
| 7.    | Reste avec Moi                                  | Lawler, Hickey         | 4:07 |
| 8.    | I Would Send You Roses                          | Lawler                 | 3:53 |
| 9.    | Like a Full Moon                                | Lawler                 | 3:28 |
| 10.   | Begging Bowl Blues                              | Lawler                 | 4:51 |
|       | 'Titre bonus'                                   |                        |      |
| 11.   | I Am the Resurrection (reprise des Stone Roses) | Ian Brown, John Squire | 4:54 |
| 42:07 |                                                 |                        |      |

| Titres bonus - Édition sur support numérique, | Titres bonus - Édition sur support numérique, | Titres bonus - Édition sur support numérique, | Titres bonus - Édition sur support numérique, | Titres bonus - Édition sur support numérique, | Titres bonus - Édition sur support numérique, | Titres bonus - Édition sur support numérique, | Titres bonus - Édition sur support numérique, | Titres bonus - Édition sur support numérique, | Titres bonus - Édition sur support numérique, |
| No                                            | Titre                                         | Auteur                                        | Durée                                         |                                               |                                               |                                               |                                               |                                               |                                               |
| --------------------------------------------- | --------------------------------------------- | --------------------------------------------- | --------------------------------------------- | --------------------------------------------- | --------------------------------------------- | --------------------------------------------- | --------------------------------------------- | --------------------------------------------- | --------------------------------------------- |
| 12.                                           | Hollywood (Live)                              | Lawler                                        | 4:00                                          |                                               |                                               |                                               |                                               |                                               |                                               |
| 13.                                           | I Wish My Daddy                               | Lawler, Hickey                                | 2:59                                          |                                               |                                               |                                               |                                               |                                               |                                               |
| 49:06                                         |                                               |                                               |                                               |                                               |                                               |                                               |                                               |                                               |                                               |

### Téléchargements
Comme l'a fait The Fratellis, précédemment, avec leur The Budhill Singles Club, Codeine Velvet Club publie des titres en téléchargement libre et gratuit sur leur site pour ses membres. En revanche, à l'inverse du Budhill Singles Club, les titres proposés ne sont pas nommés[réf. nécessaire].
- Nevada (Version Acoustique) - 3:34
- Little Sister (Version Studio Live) - 2:28
- Mellotron Boogie No 3 (Instrumental) - 2:39
- I Am the Resurrection (Version Cover) - 4:52

## Crédits
| - Jon Lawler : chant, guitare, basse - Lou Hickey : chant Musiciens - Ross McFarlane : batterie (pistes 1, 6-11) - Affy Ahmad : batterie (pistes 2, 4 et 5) - Helen MacLeod : harpe (pistes 2, 3, 6 et 7) - Ed McFarlane : contrebasse (piste 4) - Mick Cooke : trompette (piste 4) - Allan Cuthbertson : piano (piste 8) - Will Foster : claviers (piste 11) - Lewis Gordon : basse (piste 11) - Gospel Truth Choir : chœur (pistes 3 et 4) | - Rick Wentworth : direction d'orchestre - Perry Montague-Mason : premier violon - Derek Watkins : trompette solo - Mark Nightingale : trombone solo - Production : Jon Lawler et Stuart McCredie - Ingénierie : Stuart McCredie - Ingénieur (assistant) : Niall McMenamin - Mixage : Tony Hoffer - Arrangements pour orchestre : Mick Cooke - Design, logo, photographie : M. Grant pour Infinite Thrill |